# 소섭마동
소섭마동(昭涉馬童, ? ~ 기원전 142년)은 전한 전기 ~ 중기의 제후로, 개국공신 소섭도미의 증손이다.

## 생애
문제 9년(기원전 171년), 아버지 소섭타인의 뒤를 이어 평주후(平州侯)에 봉해졌다.
경제 후2년(기원전 142년)에 죽으니 시호를 효라 하였고, 작위는 아들 소섭매가 이었다.

## 출전
- 사마천, 《사기》 권18 고조공신후자연표
- 반고, 《한서》 권16 고혜고후문공신표

| 선대 아버지 평주회후 소섭타인 | 전한의 평주후 기원전 171년 ~ 기원전 142년 | 후대 아들 소섭매 |